# Кутинова, Александра Дмитриевна
Александра Дмитриевна Кутинова (в девичестве — Кранных, род. 7 апреля 1985 года) — российская гандболистка, бронзовый призёр чемпионата Европы 2008 года.

## Карьера
Уроженка Ижевска, где и начала спортивную карьеру. В 2007 году перешла в звенигородскую «Звезду». Привлекалась в сборную России, в составе которой выступала на позиции правой крайней и стала бронзовым призёром чемпионата Европы 2008 года.
Мастер спорта России международного класса.
Выйдя замуж, завершила спортивную карьеру. Живёт в Москве.
Окончила Ижевский государственный университет (факультет физической культуры и спорта)